# Szamozaur
Szamozaur (Shamosaurus scutatus) – roślinożerny dinozaur z rodziny ankylozaurów (Ankylosauridae).
Żył w okresie wczesnej kredy (ok. 121-99 mln lat temu) na terenach centralnej Azji. Jego szczątki znaleziono w Mongolii.
Szamozaur był najstarszym przedstawicielem rodziny Ankylosauridae